# 氟化铷
氟化銣（RbF）是銣的氟化物。它是八面體配位晶体。
氟化銣有幾種合成方法。一個是用氫氧化銣與氫氟酸混合反應：
RbOH + HF → RbF + H2O
另一個方法是以氫氟酸中和碳酸銣：
Rb2CO3 + 2HF → 2RbF + H2O + CO2
還有一種方法是用銣金屬直接與氟氣反應，但因為銣金屬很昂貴，所以是最不常用的方法。此外，銣與鹵素會產生劇烈反應並燃燒：
2Rb + F2 → 2RbF